# Dracula morto e contento
Dracula morto e contento (Dracula: Dead and Loving It) è un film del 1995 diretto, prodotto e interpretato da Mel Brooks.
È una parodia del romanzo Dracula di Bram Stoker. Numerosi i riferimenti anche alle pellicole ispirate al romanzo, dal classico Dracula di Tod Browning del 1931 al celebre Dracula di Bram Stoker del 1992 di Francis Ford Coppola.

## Trama
Thomas Renfield si reca in Transilvania per stipulare il contratto d'acquisto di un immobile a Londra con il Conte Dracula; nonostante i preoccupanti avvertimenti di alcuni paesani vicini al castello del Conte e le profezie di una vecchia zingara, decide di procedere verso il castello, dove il Conte, oltre a comprare l'immobile, rende schiavo il povero Renfield. Arrivato a Londra, Renfield (che si rivela essere stupido e inaffidabile dopo che il Conte lo ha reso schiavo) viene chiuso in un manicomio diretto dal professor Seward, mentre Dracula viene a conoscenza di Jonathan Harker, la sua fidanzata Mina, figlia del direttore Seward e Lucy, amica di Mina.
Lucy, dopo circa tre settimane, inizia ad accusare i sintomi di un male sconosciuto (è molto pallida e non ha forze, sentendosi molto fiacca e confusa) e Seward, per curarla, chiama il suo amico Abraham Van Helsing, esperto in malattie sconosciute e di fattori oscuri. Quando questi arriva a Londra, scopre che Lucy è stata morsa da un vampiro. Nonostante tutte le protezioni di Abraham, Lucy completa la sua trasformazione in vampiro e aggredisce Harker nella cripta, ma viene colpita dallo stesso Jonathan con un paletto di legno nel cuore.
Dopo la morte di Lucy si prospetta un nuovo pericolo: questa volta è Mina ad essere rapita la notte seguente dal Conte. Per scoprire chi sia l'artefice dei malesseri che sono caduti su casa Seward, Van Helsing organizza per le due settimane seguenti, una festa con ballo e Dracula s'appresta a ballare con Mina. Van Helsing allora fa scoprire uno specchio entro cui il corpo del Conte non si riflette, essendo Dracula stesso un morto rinvenuto dalla tomba, condannato a succhiare il sangue per continuare a sopravvivere e a ringiovanirsi.
Dracula, accortosi del tranello, rapisce nuovamente Mina portandola nel castello, seguito da Renfield, che però si lascia pedinare da Van Helsing, Harker e Seward fino alla cripta, dove il Conte vuole vampirizzare Mina per farne la sua sposa; ma viene ostacolato dall'arrivo dell'alba e dai numerosi tentativi dei tre uomini. Colpito dalla luce del sole, cerca di nascondersi in un vano rientrante del tetto per riaversi, quando Renfield apre scioccamente la tavola di legno del soffitto invitandolo con un: "Per di qua. maestro!" e Dracula viene incenerito dalla luce. Harker riprende dunque Mina con sé, mentre Renfield, dopo aver raccolto con cura le ceneri del vampiro e averle rimesse nella bara, segue il dottor Seward fuori dalla cripta.

## Produzione
Il film è stato realizzato presso i Culver Studios di Culver City.

### Riprese
Le riprese sono iniziate l'8 maggio 1995 e sono terminate il 26 luglio dello stesso anno.

## Accoglienza

### Incassi
Il film è stato un flop, ha incassato in totale solo 10 milioni di dollari senza riuscire a superare il budget di 30 milioni di dollari.

### Critica
Le recensioni a Dracula morto e contento furono molto negative, e attualmente il film ha un indice di gradimento dell'11% sul sito di recensioni Rotten Tomatoes basato su 37 recensioni da parte di critici professionisti.
James Berardinelli di ReelViews scrisse: "[...] Dracula morto e contento non si avvicina lontanamente al livello di Frankenstein Junior. Si tratta di una parodia senza mordente che manca il bersaglio più spesso di quanto colga nel segno. ... Data la svolta comica alla sua carriera fin dall'inizio degli anni ottanta, è difficile credere che Leslie Nielsen una volta fosse un attore serio. In questi giorni, grazie ai fratelli Zucker [...], egli è diventato un rinomato attore comico. Il suo senso dei tempi comici è impeccabile, e questo lo ha reso un attore ricercato per una grande varietà di parodie. Qui, Nielsen assume il ruolo di protagonista, ma la sua presenza non può far risorgere questo film nato morto. A meno che tu non sia un fan sfegatato di Mel Brooks, non c'è motivo di sedersi a vedere Dracula morto e contento. L'umorismo sporadico promette alcune risate, ma i novanta minuti passeranno molto lentamente."
Joe Leydon di Variety scrisse: "Leslie Nielsen è abbastanza piacevole come Conte Dracula, raffigurato qui come un morto semiserio ma frequentemente agitato che è incline a scivolare sugli escrementi di pipistrello nel suo castello barocco... Il guaio è che, anche se Dracula morto e contento guadagna una buona dose di sogghigni e risatine, non è mai veramente divertente".